# Orlando Berrío
Orlando Enrique Berrío Meléndez (Cartagena de Indias, 14 febbraio 1991) è un calciatore colombiano, attaccante del Tacuary.

## Caratteristiche tecniche
È un'ala destra molto veloce, ha raggiunto i 36.01 km/h ed è  tra i 10 calciatori più veloci al mondo 

## Carriera

### Club
Cresciuto nelle giovanili dell'Atlético Nacional, ha esordito il 22 febbraio 2009 in un match perso 1-0 contro il Deportes Quindío.
Rimasto svincolato, il 9 luglio 2021 si trasferisce all'América-MG.

### Nazionale
Ha esordito con la Colombia il 6 ottobre 2016 in un match vinto 1-0 contro il Paraguay.

## Statistiche

### Presenze e reti nei club
Statistiche aggiornate al 21 novembre 2017.
| Stagione                 | Squadra                  | Campionato               | Campionato | Campionato | Coppe nazionali | Coppe nazionali | Coppe nazionali | Coppe continentali | Coppe continentali | Coppe continentali | Altre coppe | Altre coppe | Altre coppe | Totale | Totale | Totale |
| Stagione                 | Squadra                  | Comp                     | Pres       | Reti       | Comp            | Pres            | Reti            | Comp               | Pres               | Reti               | Comp        | Pres        | Reti        | Pres   | Reti   |        |
| ------------------------ | ------------------------ | ------------------------ | ---------- | ---------- | --------------- | --------------- | --------------- | ------------------ | ------------------ | ------------------ | ----------- | ----------- | ----------- | ------ | ------ | ------ |
| 2009                     | Atlético Nacional        | A                        | 22         | 0          | CC              | 0               | 0               |                    | -                  | -                  |             | -           | -           | 11     | 0      |        |
| 2010                     | Atlético Nacional        | A                        | 11         | 5          | CC              | 0               | 0               |                    | -                  | -                  |             | -           | -           | 11     | 5      |        |
| 2011                     | Atlético Nacional        | A                        | 10         | 0          | CC              | 4               | 0               |                    | -                  | -                  |             | -           | -           | 14     | 0      |        |
| 2012                     | Millonarios              | A                        | 12         | 0          | CC              | 5               | 0               |                    | -                  | -                  |             | -           | -           | 17     | 0      |        |
| 2012                     | Patriotas Boyacá         | A                        | 10         | 2          | CC              | 0               | 0               |                    | -                  | -                  |             | -           | -           | 10     | 2      |        |
| 2013                     | Patriotas Boyacá         | A                        | 7          | 2          | CC              | 3               | 1               |                    | -                  | -                  |             | -           | -           | 10     | 3      |        |
| Totale Patriotas Boyacá  | Totale Patriotas Boyacá  | Totale Patriotas Boyacá  | 17         | 4          |                 | 3               | 1               |                    | -                  | -                  |             | -           | -           | 20     | 5      |        |
| 2013                     | Atlético Nacional        | A                        | 16         | 4          | CC              | 2               | 1               | CS                 | 1                  | 0                  |             | -           | -           | 19     | 5      |        |
| 2014                     | Atlético Nacional        | A                        | 13         | 2          | CC              | 6               | 1               | CL+CS              | 4+4                | 1+1                | SC          | 2           | 0           | 29     | 5      |        |
| 2015                     | Atlético Nacional        | A                        | 30         | 4          | CC              | 2               | 0               | CL                 | 4                  | 0                  |             | -           | -           | 36     | 4      |        |
| 2016                     | Atlético Nacional        | A                        | 25         | 9          | CC              | 4               | 2               | CL+CS              | 12+10              | 4+2                | SC+Cmc      | 1+2         | 0           | 54     | 17     |        |
| Totale Atlético Nacional | Totale Atlético Nacional | Totale Atlético Nacional | 127        | 24         |                 | 18              | 4               |                    | 35                 | 8                  |             | 5           | 0           | 185    | 36     |        |
| 2017                     | Flamengo                 | A+CAR                    | 19+12      | 2+1        | CB              | 6               | 1               | CL+CS              | 4+3                | 1+0                | PL          | 2           | 1           | 46     | 6      |        |
| Totale carriera          | Totale carriera          | Totale carriera          | 187        | 31         |                 | 32              | 6               |                    | 42                 | 9                  |             | 7           | 1           | 268    | 47     |        |

### Cronologia presenze e reti in nazionale
| Cronologia completa delle presenze e delle reti in nazionale ― Colombia | Cronologia completa delle presenze e delle reti in nazionale ― Colombia | Cronologia completa delle presenze e delle reti in nazionale ― Colombia | Cronologia completa delle presenze e delle reti in nazionale ― Colombia | Cronologia completa delle presenze e delle reti in nazionale ― Colombia | Cronologia completa delle presenze e delle reti in nazionale ― Colombia | Cronologia completa delle presenze e delle reti in nazionale ― Colombia | Cronologia completa delle presenze e delle reti in nazionale ― Colombia |
| Data                                                                    | Città                                                                   | In casa                                                                 | Risultato                                                               | Ospiti                                                                  | Competizione                                                            | Reti                                                                    | Note                                                                    |
| ----------------------------------------------------------------------- | ----------------------------------------------------------------------- | ----------------------------------------------------------------------- | ----------------------------------------------------------------------- | ----------------------------------------------------------------------- | ----------------------------------------------------------------------- | ----------------------------------------------------------------------- | ----------------------------------------------------------------------- |
| 6-10-2016                                                               | Asunción                                                                | Paraguay                                                                | 0 – 1                                                                   | Colombia                                                                | Qual. Mondiali 2018                                                     | -                                                                       | 82’                                                                     |
| 11-10-2016                                                              | Barranquilla                                                            | Colombia                                                                | 2 – 2                                                                   | Uruguay                                                                 | Qual. Mondiali 2018                                                     | -                                                                       | 76’                                                                     |
| 10-11-2016                                                              | Barranquilla                                                            | Colombia                                                                | 0 – 0                                                                   | Cile                                                                    | Qual. Mondiali 2018                                                     | -                                                                       | 63’                                                                     |
| 26-1-2017                                                               | Rio de Janeiro                                                          | Brasile                                                                 | 1 – 0                                                                   | Colombia                                                                | Amichevole                                                              | -                                                                       | 46’                                                                     |
| 7-9-2019                                                                | Miami Gardens                                                           | Brasile                                                                 | 2 – 2                                                                   | Colombia                                                                | Amichevole                                                              | -                                                                       | 68’                                                                     |
| 10-9-2019                                                               | Tampa                                                                   | Colombia                                                                | 0 – 0                                                                   | Venezuela                                                               | Amichevole                                                              | -                                                                       | 71’                                                                     |
| Totale                                                                  |                                                                         | Presenze                                                                | 6                                                                       |                                                                         | Reti                                                                    | 0                                                                       |                                                                         |

## Palmarès

### Club

#### Competizioni nazionali
- Campionato colombiano: 4

Atlético Nacional: 2011 (A), 2013 (C), 2014 (A), 2015 (C)
- Copa Colombia: 1

Atlético Nacional: 2013, 2016
- Superliga colombiana: 1

Atlético Nacional: 2016
- Campionato brasiliano: 1

Flamengo 2019

#### Competizioni internazionali
- Coppa Libertadores: 2

Atlético Nacional: 2016
Flamengo: 2019

#### Competizioni statali
- Campionato Carioca: 1

Flamengo: 2017